# Joan Jordi Miralles
Joan Jordi Miralles i Broto (Huesca, 1977) es un escritor español en lengua catalana. Recibió el Premio Andrómeda de narrativa en 2004  con la novela L'Altíssim, por aportar «un aire nuevo», destacando la fuerza insólita y muy fresca, pero a la vez muy violenta de su léxico. También ha escrito y dirigido el mediometraje Die Müllhalde, así como las miniseries de nuevo formato audiovisual Aborígens (2007), Oltre i limiti (2008) y Zoom (2010).

## Obras
- 2005 - L'Altíssim (Premio Andrómeda)
- 2010 - L'úter de la balena (Premio Vila de Lloseta)
- 2012 - Això és Àustria  (Premio de Teatre Mediterrani «Pare Colom»)[3]
- 2014 - Una dona meravellosa (LaBreu)[4][5][6]
- 2016 - Els nens feliços (Males Herbes)
- 2017 - La intimitat de les bèsties (Premio Marian Vayreda, Empúries)
- 2018 - Aglutinació (Premio Joanot Martorell, Edicions 62)
- 2023 - Triomfador (Males Herbes, Premio Crítica Serra d'Or de Novela 2024)
- 2024- Marginàlia (Editorial Males Herbes)